# Polícia Militar do Estado do Acre

## Surgimento das Polícias Militares
O surgimento das policias militares brasileiras deu-se  em Minas Gerais, onde já havia uma estrutura de força militar com funções semelhantes às de policiamento e controle social desde o período colonial. Em 1775, uma reorganização militar na capitania, com a criação do Regimento Regular de Cavalaria de Minas (RRCM), que é a célula Mater da Polícia Militar de Minas Gerias (PMMG),  resultou na substituição dos antigos terços por corpos auxiliares organizados em regimentos. Esse novo corpo atuava em atividades internas como patrulhamento e repressão, sendo empregado principalmente na proteção do escoamento do ouro pelas estradas reais até o litoral brasileiro e na preservação da ordem pública na capitania de Minas Gerais. Assim, marcando essa organização militar como uma das mais antigas expressões de força policial estruturada no Brasil . A legislação imperial registra, ainda, a criação de outros corpos policiais nas províncias, como em 1809 no Rio de Janeiro, 1818 no Pará, em 1820 no Maranhão, em 1825 na Bahia, em Pernambuco, e em 1834 no Espírito Santo.O Acre passou a ser oficialmente brasileiro em 1904 como território da União. Organizada a administração do Território, de 1904 a 1916, a segurança pública e territorial passaram a ser exercidas pelo Exército Brasileiro.

## PMAC
A Polícia Militar do Estado do Acre (PMAC) tem por função primordial o policiamento ostensivo e a preservação da ordem pública acriana. Ela é uma Força Auxiliar e Reserva Militar do Exército Brasileiro, assim como suas co-irmãs e integra o Sistema de Segurança Pública e Defesa Social brasileiro e está subordinada ao Governo do Estado do Acre. Seus integrantes são denominados militares estaduais (artigo 42 da CRFB), assim como os membros do Corpo de Bombeiros Militar do Estado do Acre.

## Histórico
Em maio de 1916 o governo federal criou as Companhias Regionais, com missão de conservar a ordem pública em cada Departamento; inclusive do recém criado Alto-Taraua. As Companhias Regionais são consideradas como o embrião do Polícia Militar de hoje, por isso se comemora o aniversário da PMAC nessa data.
A estrutura organizacional da Polícia Militar do Acre modificou-se de acordo com o desenvolvimento administrativo do Acre. Após a unificação dos Departamentos, em 1.º de janeiro de 1921, as Companhias Regionais foram extintas. Em seu lugar, foi criada a Força Policial do Território Federal do Acre. Nesse período, escritos comprovam a participação efetiva da milícia acriana nas mais diversas áreas sociais. Além da segurança pública realizada, os soldados também deram valiosas contribuições na construção civil, no ensino e na própria administração do território. Em declaração, o governador do Acre na época, o Exmo. Sr. Hugo Carneiro disse:
"… a força policial é hoje (1928) um misto de corporação militar, força auxiliar do exército nacional e escola profissional, onde há oficinas de sapataria, correaria, carpintaria, alfaiataria e outras, que servem a todos os misteres e necessidades da corporação. Além de escola de alfabetização, instrução civil, música, etc. O soldado acriano não tem horas vagas, quando não está em serviço militar, está se instruindo ou trabalhando como artífice, auxiliando o governo na construção de obras públicas…" (Relatório de Hugo Carneiro ao ministro da Justiça e Negócios Interiores, Dr. Augusto de Viana do Castelo).
Em 30 de junho de 1934 a Força Policial do Território Federal deu lugar à Polícia Militar do Território Federal do Acre. Essa denominação perdurou até 6 de setembro de 1945, quando foi criada a Guarda Territorial do Acre. Com a promulgação da primeira constituição acriana, em 1 de maio de 1963, o nome da corporação passou a ser Polícia Militar do Estado do Acre (PMAC):
"É criada a Polícia Militar do Estado, instituição permanente destinada à manutenção da ordem e segurança internas, sendo sua organização estabelecida em Lei.
Parágrafo único – O coronel José Plácido de Castro é o patrono da Polícia Militar do Estado do Acre" (Constituição do Estado do Acre, 1963, Art. 48).
Por falta de estrutura, a PMAC só veio a ser concretamente instalada em 31 de março de 1974. Vale ressaltar que para efeito de comemoração de seu aniversário, a Lei n° 812 de 5 de dezembro de 1984, instituiu a data de 25 de maio de 1916 como o marco inicial da PMAC. No entanto, documentos descobertos recentemente, dão conta de um núcleo de policiais militares já em 12 de dezembro de 1904, no governo do prefeito do Departamento do Alto Acre, o Sr. Raphael Augusto da Cunha Mattos. Novas pesquisas precisam ser realizadas para comprovarem a veracidade da presença policial militar anterior a 1916.

## Estrutura

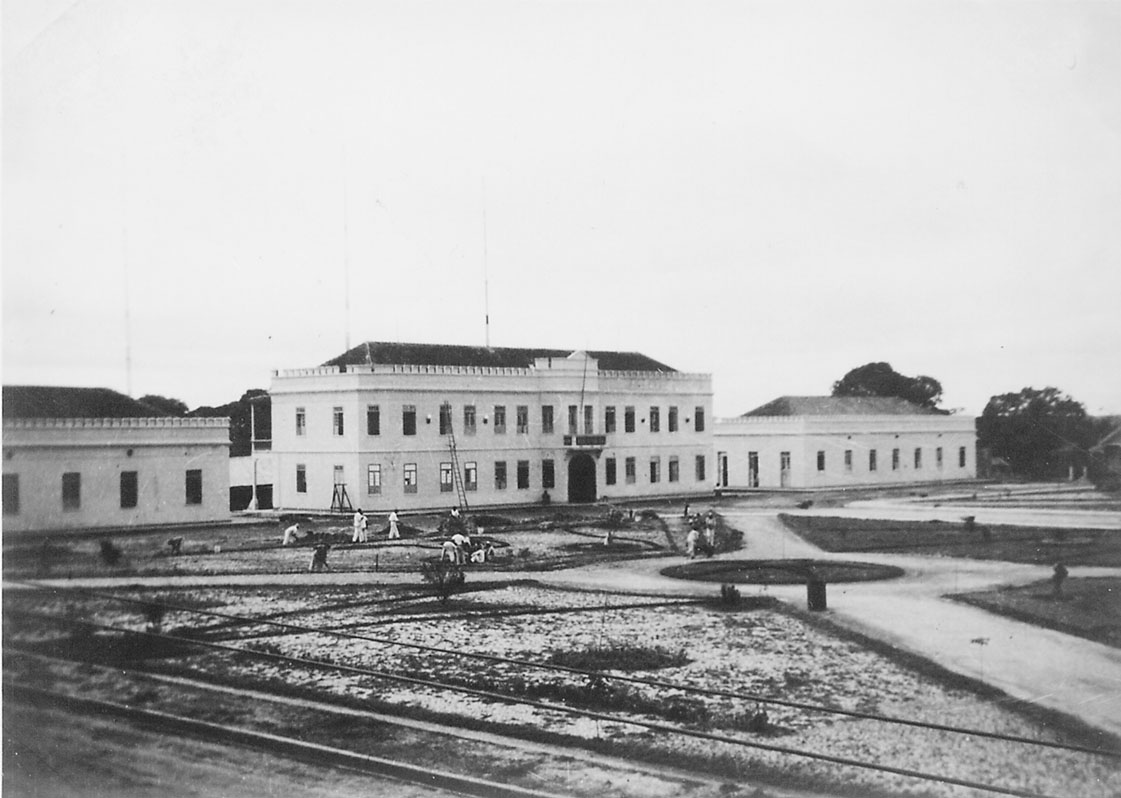
Quartel da Guarda Territorial - Rio Branco.

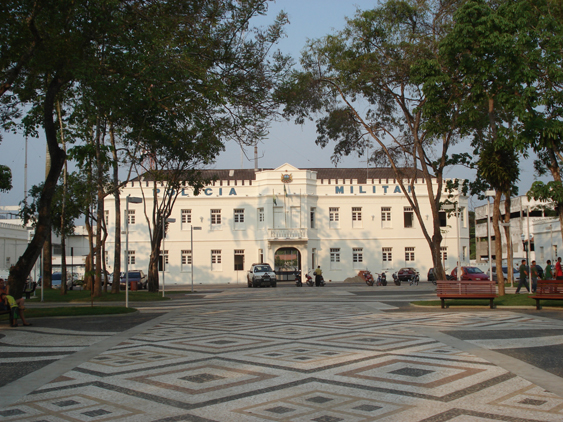
Quartel da Polícia Militar - Rio Branco.

### Órgãos de direção
- Comandante-geral
- Subcomandante-geral

### Órgãos de apoio
- Diretoria de Saúde
- Diretoria de Administração
- Corregedoria
- Ajudância Geral

### Órgãos de execução
Estado-maior Geral
CPO-I
- 1.º Batalhão de Polícia Militar
- 2.º Batalhão de Polícia Militar
- 3.º Batalhão de Polícia Militar
- 4.º Batalhão de Polícia Militar
- 5.º Batalhão de Polícia Militar
- 8.º Batalhão de Polícia Militar
- Companhia Independente de Policiamento de Guarda
- Companhia Independente de Policiamento Escolar

CPO-II
- 6.º Batalhão de Polícia Militar
- 7.º Batalhão de Polícia Militar

CPO-III
- 9.º Batalhão de Polícia Militar
- 10.º Batalhão de Polícia Militar

Estado-maior Especial
- Batalhão de Operações Especiais
- Batalhão de Policiamento Ambiental
- Companhia de Trânsito Urbano e Rodoviário